# Helmut Sadler
Helmut Sadler (Mirkvásár, 1921. június 23. – Mauer, 2017. június 19.) erdélyi szász származású zeneszerző.

## Élete
1921-ben született kántor apa gyermekeként. Az elemi iskolát Sároson, a középiskolát Erzsébetvárosban végezte, majd Nagyszebenben zeneművészetet hallgatott. Tanulmányai elvégzése után két évig elemi iskolai tanító volt a Brassó megyei Homoródon. A második világháborúban besorozták katonának; a keleti fronton harcolt, orosz majd amerikai hadifogságba esett. Szabadulása után, 1946-ban Erlangenbe ment, ahol az egyházzenei intézetben folytatta zenei tanulmányait, majd 1947–1952 között Heidelbergben Gerhard Frommel útmutatásával zeneszerzést tanult.
1952-től zeneszerzőként és zenepedagógusként dolgozott. Kezdetben középiskolai tanár volt, majd adjunktus a pedagógiai intézetben. Később a heidelbergi zeneakadémián zeneelméletet oktatott, 1977-től docensként, 1980-tól professzorként. 1987-ben Mauerbe költözött. 1999-ben megkapta az Erdélyi Szászok Kulturális díját.

## Munkássága
Helmut Sadler életműve rendkívül változatos, mind a műfajok, mind a témaválasztások tekintetében. Több, mint 100 zeneművet komponált, zongoradaraboktól és kórusművektől a zenekari művekig. Sok kompozíció témája a gyermekkor, fiatalság, és az erdélyi hagyományok; zenéje ötvözi az erdélyi népek (szászok, románok, magyarok, cigányok) népzenéinek motívumait.